# Isosaari (ö i Finland, Lappland, Östra Lappland, lat 67,04, long 28,87)
Isosaari är en ö i Finland. Den ligger i vattendraget Kitinen och i kommunen Salla i den ekonomiska regionen  Östra Lapplands ekonomiska region  och landskapet Lappland, i den norra delen av landet, 800 km norr om huvudstaden Helsingfors. Öns area är 57,6 hektar och dess största längd är 1,8 kilometer i sydväst-nordöstlig riktning.